# Colette (poire)
Pour les articles homonymes, voir Colette (homonymie).
La Colette est une variété de poire ancienne. 

## Arbre
Poirier ancien et courant, encore commercialisé.

## Fruit

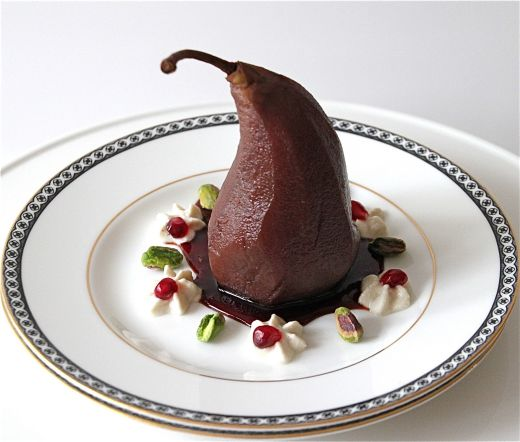
Poire pochée.

Colette, fruit de couleur jaune bronzé, à chair juteuse et sucrée, maturité fin août-début septembre.